# 오니산티 성당

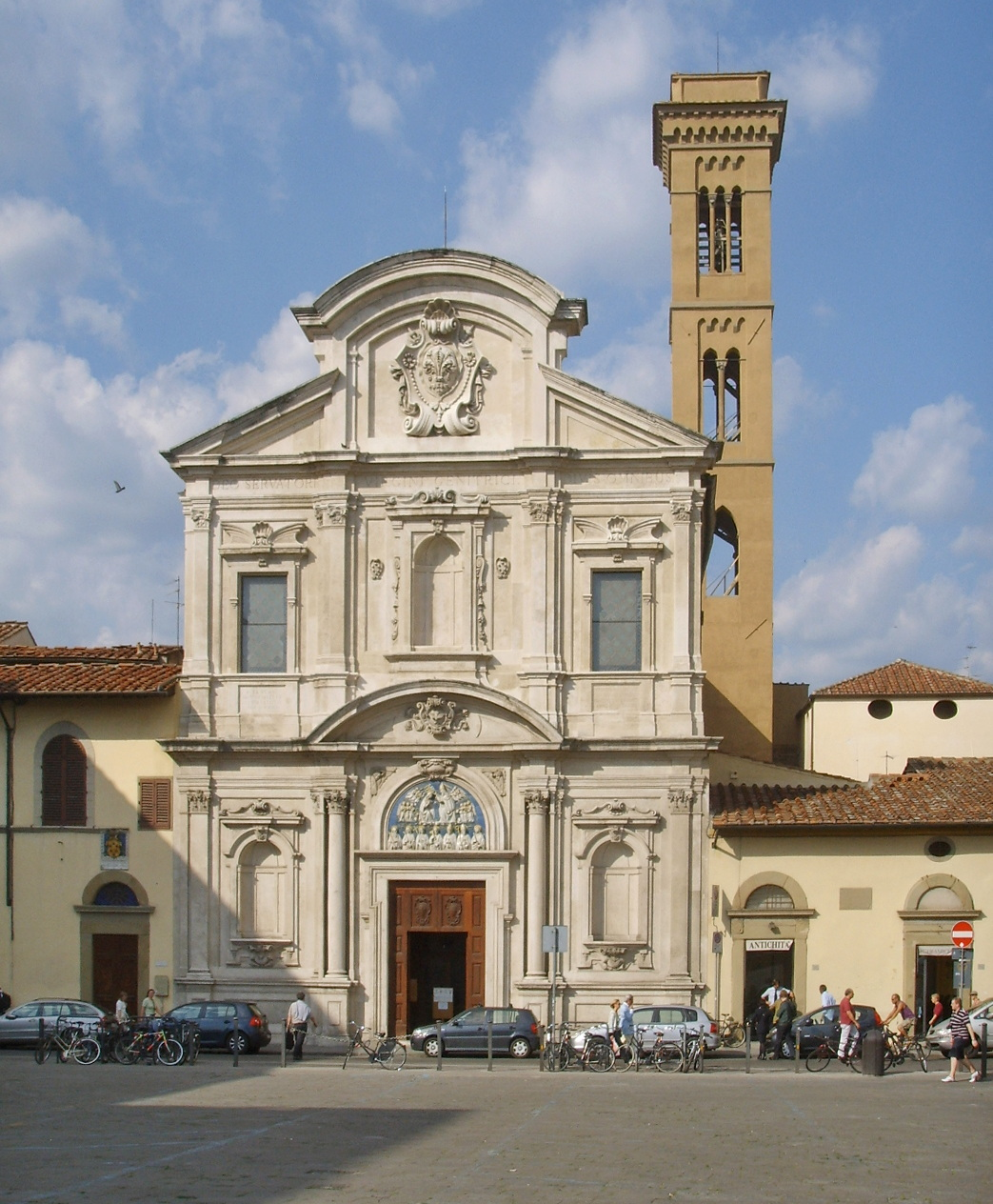
성당의 파사드

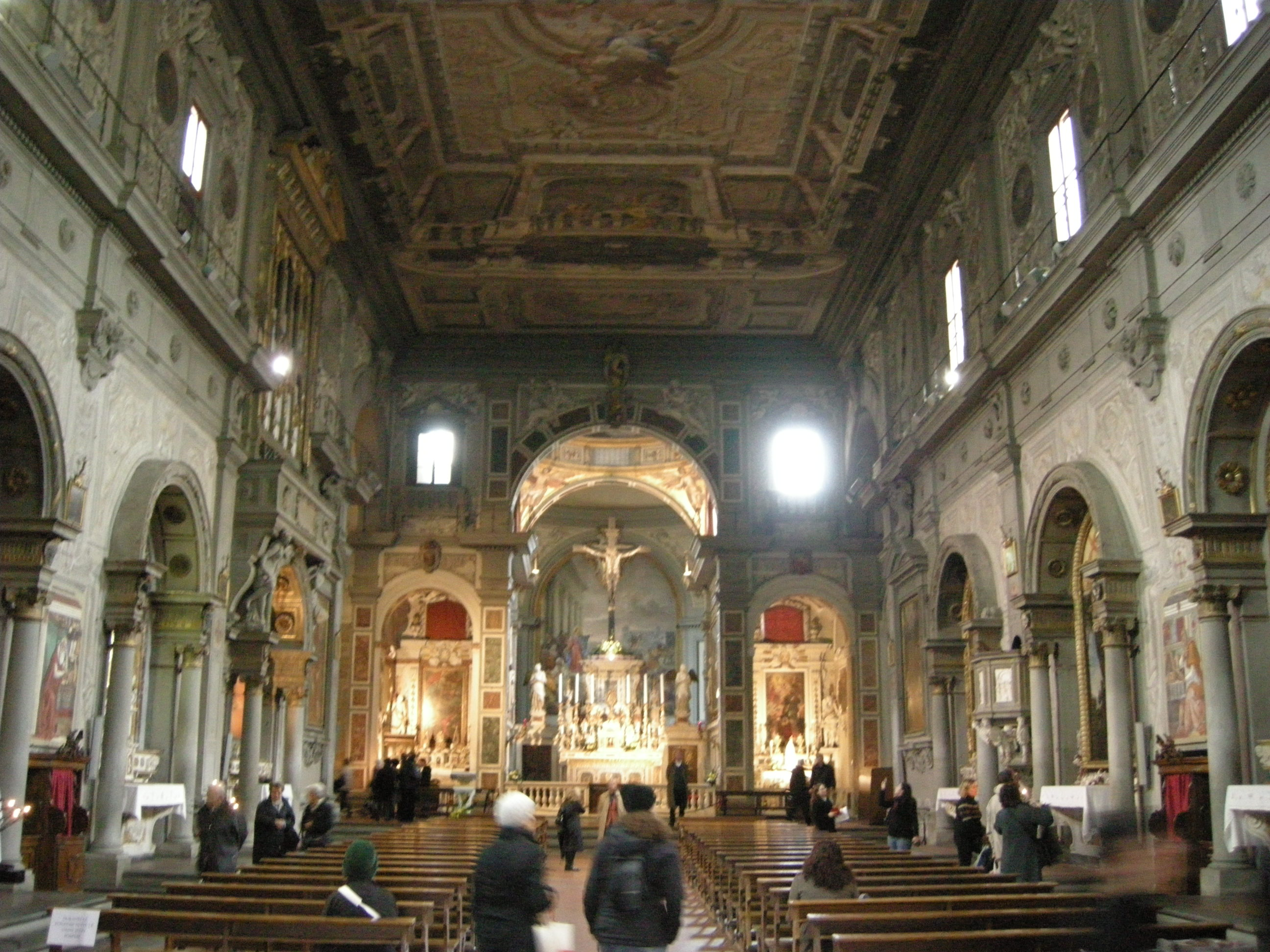
오니산티의 신랑

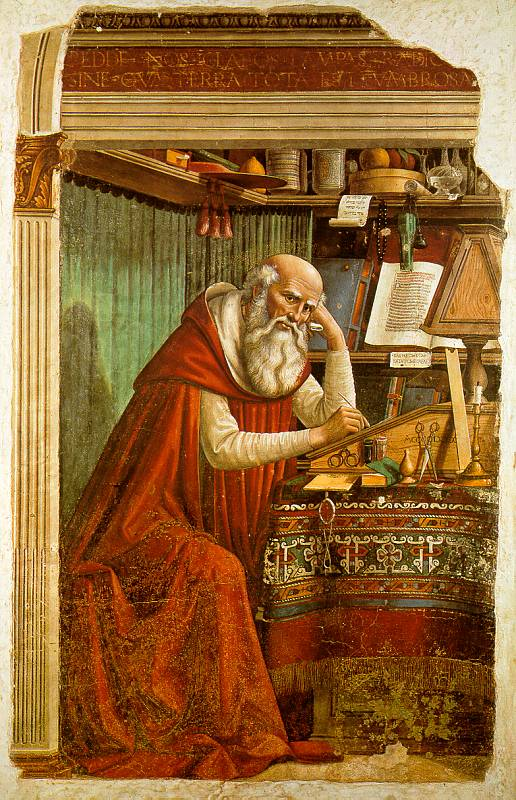
도메니코 기를란다요의 프레스코화 '서재 속의 성 히에로니무스' (1480년작)

산 살바토레 디 오니산티 성당(chiesa di San Salvatore di Ognissanti) 또는 더 줄여 오니산티 성당 ("모든 성인들의 교회당")은 이탈리아 토스카나 지방의 피렌체 중심부에 위치한 동명의 광장에 있는 프란치스코회 성당이다. 비천 수도파에 의해 설립된 이 성당은 모든 성인들과 순교자들에게 봉헌되었다.
저명한 초기 르네상스 시대 화가 산드로 보티첼리와 더불어 '아메리카'라는 이름이 유래한 대항해시대의 항해가 아메리고 베스푸치 등이 안치된 곳이다.

## 역사
본래 1250년대에 지어졌으나, 1627년에 건축가 바르톨로메오 페티로시에 의해 바로크 양식으로 거의 완전히 다시 지어졌다. 곧이어, 새로운 파사드(1637년)가 마테오 니게티의 디자인을 사용하여 지어졌는데, 델라 로비아의 작품과 유사하나 현재는 베네데토 불리오니의 작품으로 여겨지는, 입구 위의 유약을 바른 테라코타 루네트는 보존하였다. 오니산티는 이 르네상스 풍의 도시에 처음으로 지어진 바로크 건축의 예시였다. 파사드의 역순으로 된 필라스터 기둥이 벽감과 창문을 정교한 코니스를 담고 있다. 파사드의 왼쪽에는 13세기와 14세기 시대의 종탑이 존재한다.
평신도의 헌신과 청렴을 목적으로 한 비천 수도파가 피렌체에서 신망을 얻었고, 이들의 아주 소박한 교회당에 예술품들이 쌓이기 시작하였다. 예시로, 조토의 유명한 '성모자와 두 천사' (1310년)가 주제단에 쓰이기 위해 그려졌다. 최근 좌측 익랑에 있는 십자가 상의 세척을 통해서 이 십자가 상 역시도 조토가 제작한 것으로 보고 있다. 16세기 기간, 비천 수도파가 쇠퇴하였고, 1571년에 프란치스코회가 이 교회당의 소유권을 획득했으며, 아시시의 성 프란치스코의 로브 같은 귀중한 성물들을 이곳으로 들여올 수 있었다.
17세기 초, 성당 내부가 피에트라 두라 스타일의 주제단으로 후진이, 그리고 신랑 쪽 궁릉형 천장에 '소토 인 수'라는 원근법 그림(1770년)이 그려지는 등 바로크 양식으로 리모델링되었다. 도메니코 기를란다요와 산드로 보티첼리 등의 15세기 프레스코화는 신랑에 남아 있으며 보티첼리는 그의 연인 시모네타 베스푸치 근처인 이곳 교회당에 안치되었다. 보티첼리의 프레스코화인 '서재의 성 아우구스티누스'가 건너편 예배당의 신랑에 있는 기를란다요의 '서재의 성 히에로니무스'를 마주하고 있으며 이 두 그림은 1480년에 같이 그려졌다.
기를란다요는 또한 클로이스터 사이에 현재는 박물관으로 쓰이는 리펙터리에 '최후의 만찬'을 그렸는데, 이 작품은 후대 그려진 밀라노에 위치한 레오나르도 다 빈치의 그림에 영향을 미쳤을 것이다.
베스푸치 예배당에 위치한 도메니코 기를란다요와 그의 형제 다비드가 그린, 베스푸치 가문의 일원들을 보호하는 '자비의 성모'를 묘사하는 프레스코화 (1472년경)는 어린 시절 아메리고 베스푸치의 초상을 담은 것으로 알려져 있다. 아메리고가 브라질에 위치한 한 만을 발견했을 당시에, 그는 '산 살바토레 디 오니산티'라고 이름 붙였고, 이는 포르투갈어로 '상 살바도르 드 토두스 우스 산투스'(San Salvador de Todos os Santos") 라고 하는데, 이는 사우바도르와 토두스우스산투스만 등 지명의 기원이다.
오니산티의 성구실에는 바이트 슈토스가 제작한 목제 십자가 상이 있다.

## 참조
1. ↑  It gives its name to the borgo, one of the traditional divisions of Florence.
2. ↑  1872년에 재건.
3. ↑  조토의 '성모자'는 현재 우피치 미술관에 있다.
4. ↑  매번 중요 작품으로 여겨졌던 패널 속의 그림들[1]은 조토의 제자들(scuola giottesca)의 작품으로 평가되고는 했었다.[1][2]
5. ↑  야코포 리고리오가 제작.
6. ↑  우측 익랑의 예배당에 조그만 원형석이 그가 안치된 장소를 나타내고 있다.

## 참고 문헌
- Bargellini, Piero;  외. (1977), 《Le Strade di Firenze, Vol. II》, Florence: Bonechi. (이탈리아어)
- 《Firenze e Dintorni》, Touring Club of Italy, 1922, republished 1964. (이탈리아어)
- 《Ognissanti and Ghirlandaio's Last Supper》.